# Eizbrand
Eizbrand ist eine Deutschrock-Band aus Kempen in Nordrhein-Westfalen. Die Band wurde im Jahre 2013 gegründet. Das „z“ in Eizbrand wird „s“ ausgesprochen.

## Geschichte

### Gründung bisHerz aus Eiz
Im Herbst 2013 gründeten Ruwen Herko, Chris West, Dennis Schiefner und Marcel Wittnebel eine Band. In ihrem Proberaum in Krefeld wurden die ersten Songs geschrieben. Im Frühjahr 2014 einigte man sich auf den Bandnamen Eizbrand, eine Anspielung auf den „Durst“ bei den gemeinsamen Proben und das kalte Wetter zur Bandgründung. Das „z“ hat neben der optischen Veränderung auch die Funktion, Verwechselungen mit dem gleichnamigen Schweizer Musiklabel Eisbrand zu vermeiden. Wie beim Heavy-Metal-Umlaut hat er keine Auswirkungen auf das Klangbild.
Ab April komplettierte schließlich der Gitarrist Pascal Loest die Band. Die folgenden Monate schrieb die Band weitere Songs. Im Dezember 2014 wurde dann die EP Herz aus Eiz auf dem X-Mas FESTival im Campus Kempen veröffentlicht. Dies war gleichzeitig der erste Auftritt der Band.

### Mut zur L*ckebis POGO Festival
Anfang 2015 produzierte die Band neues Material. Im September bot die Band im ResonanzWerk Oberhausen erstmals die komplett in Eigenregie produzierte CD Mut zur L*cke an, welche in kürzester Zeit ausverkauft war und später nicht neu aufgelegt wurde. Im Dezember 2015 trat Eizbrand erneut auf dem X-Mas FESTival im Campus Kempen auf.
Der neu geschriebene Song Wir tanzen nicht, wir pogen! wurde in den Jahren 2017 bis 2018 als Titelsong für das P.O.G.O. Festival genutzt. Ein erstes Konzert vor großem Publikum fand im März 2016 in der Turbinenhalle Oberhausen im Vorprogramm der KrawallBrüder statt.
Im SPH Bandcontest erreichte die Band die dritte von fünf Runden. In der zweiten Jahreshälfte 2016 begannen die Arbeiten zum Debütalbum. Mitten in den Aufnahmen musste Pascal Loest die Band verlassen und wurde von Marco Braucks ersetzt. Die neue Zusammensetzung war im Oktober 2016 beim POGO Warmup in Vorprogramm von BRDigung in Oberhausen zu sehen, einen Monat später spielten sie im Vorprogramm von Megaherz.
Am 3. und 4. Februar 2017 spielten Eizbrand an beiden Veranstaltungstagen beim P.O.G.O. Festival in der Turbinenhalle Oberhausen. Im Anschluss daran verließ Chris West die Band, ersetzt wurde er durch Sascha Vidahl. Im Sommer 2017 folgte ein Auftritt auf dem Ehrlich & Laut Festival. Danach folgten Auftritte im Vorprogramm der KrawallBrüder auf ihrer „mehr hass“-Tour, auch auf dem Kempener X-Mas FESTival.

### Unter Vertrag bei Rookies & Kings
Im Laufe des Jahres 2018 wurde die Arbeit am Debütalbum forciert, es entstand ein Demo, mit welcher es der Band gelang, vom Label Rookies & Kings unter Vertrag genommen zu werden.
Am 16. Dezember 2018 wurde die von Jörg Wartmann neu produzierte Single Wir tanzen nicht, wir pogen! veröffentlicht und zeitgleich die Veröffentlichung des Debütalbums bei Rookies & Kings 2019 bekanntgegeben. Am 1. März 2019 folgte mit Gegen dich die zweite Singleauskopplung des Albums. Ende Juni erschien die dritte Single Hast du heute schon? und die Band trat auf dem italienischen AlpenFlair Festival auf. Am 13. August 2019 erschien mit So erheben wir das Glas die vorerst letzte Singleauskopplung aus dem wenige Wochen später erscheinenden Album. Vom September bis Oktober 2019 war Eizbrand zusammen mit den Local Bastards, Alles mit Stil, Wiens No. 1 und Martino Senzao Teil der Rookies and Kings Tour 2019.
Am 4. Oktober 2019 erschien mit Feuertaufe das Debütalbum der Gruppe beim Label Rookies & Kings, welchem am 11. Oktober 2019 der Einstieg auf Platz 66 in die deutschen Albumcharts gelingt. Am 14. Dezember 2019 nimmt Eizbrand zum vierten Mal am X-Mas FESTival in Kempen teil, diesmal als Headliner. Vom 28. Februar 2019-8. März 2019 supportete Eizbrand die Band Artefuckt auf ihrer Tour 2020. Während COVID-19 beteiligten sie sich am Benefizprojekt Wilde Flamme für die Single Engel, Retter und Helden, um Spendengelder für den Kampf gegen Corona zu sammeln. Am 15. Mai 2020 gab die Band ein Autokonzert in Moers und trat am 31. Juli 2020 neben Artefuckt und Neurotox auf der Kulturbühne an der Messe Karlsruhe auf.

### Trennung von Rookies & Kings
2021 erschien das zweite Album der Band, Pyromanie, bei Rookies & Kings. Danach endete die Zusammenarbeit des Labels mit der Band, spätere Veröffentlichungen erschienen auf einem eigenen Label, Eizbrand Records, so auch 2024 das dritte Album Verbrennungen III. Grades. Dieses wurde am 16. Februar 2024 veröffentlicht und erreichte mit Platz 6 erstmals die Top 10 der deutschen Albencharts.

## Stil
Stilistisch bewegen sich Eizbrand zwischen Deutschrock und Einflüssen aus Punkrock und Metal. Die ausschließlich deutschen Texte handeln überwiegend von Lebenserfahrungen, Alltagssituationen, gesellschafts- und religionskritischen Themen. Genrespezifisch geht es auch um Selbstbeweihräucherung, Alkoholkonsum  sowie Fußball. Nach den ersten beiden stark Deutschrock-lastigen Alben lassen sich auf dem dritten Album auch Einflüsse des Alternative Rocks finden.

## Diskografie

### Alben
| Jahr | Titel                                        | Höchstplatzierung, Gesamtwochen, AuszeichnungChartsChartplatzierungen (Jahr, Titel, Platzierungen, Wochen, Auszeichnungen, Anmerkungen) | Anmerkungen                            |
| Jahr | Titel                                        | DE | Anmerkungen                            |
| ---- | -------------------------------------------- | --- | -------------------------------------- |
| 2019 | Feuertaufe Rookies & Kings                   | DE66 (1 Wo.)DE | Erstveröffentlichung: 4. Oktober 2019  |
| 2021 | Pyromanie Rookies & Kings                    | DE13 (1 Wo.)DE | Erstveröffentlichung: 15. Oktober 2021 |
| 2024 | Verbrennungen III. Grades Eizbrand (Drakkar) | DE6 (1 Wo.)DE | Erstveröffentlichung: 16. Februar 2024 |

### Singles/EPs/Bonus CDs
| Jahr | Titel                            | Musiklabel                 | Anmerkungen                  |
| ---- | -------------------------------- | -------------------------- | ---------------------------- |
| 2014 | Herz aus Eiz                     | –                          | EP, Auflage: 500 Stück       |
| 2015 | Mut zur L*cke                    | –                          | Bonus-CD, Auflage: 100 Stück |
| 2018 | Wir tanzen nicht, wir pogen!     | Rookies & Kings            | Single                       |
| 2019 | Gegen dich                       | Rookies & Kings            | Single                       |
| 2019 | Hast du heute schon?             | Rookies & Kings            | Single                       |
| 2019 | So erheben wir das Glas          | Rookies & Kings            | Single                       |
| 2021 | Zeichen meiner Liebe             | Rookies & Kings            | Single                       |
| 2021 | Finger 3                         | Rookies & Kings            | Single                       |
| 2021 | Was auch passiert                | Rookies & Kings            | Single                       |
| 2023 | Feuer                            | Eizbrand Records / Drakkar | Single                       |
| 2023 | Irgendwo auf der Welt            | Eizbrand Records / Drakkar | Single                       |
| 2023 | Ehrlich währt am längsten        | Eizbrand Records / Drakkar | Single                       |
| 2023 | #OhneEuchkeinWir                 | Eizbrand Records / Drakkar | Single                       |
| 2023 | Sommerregen                      | Eizbrand Records / Drakkar | Single                       |
| 2024 | Wenn aus Freundschaft Liebe wird | Eizbrand Records / Drakkar | Single                       |

## Verschiedenes
- Der Fanclub der Band ist die Eizbrand Supporter Crew e. V. (EBSC e. V.).[28]